# Rudi Bantle
Rudi Bantle (* 19. März 1924; † 23. März 2014) war ein deutscher Fußballspieler.

## Sportlicher Werdegang
Bantle trat als Zehnjähriger dem Freiburger FC bei. Nach dem Zweiten Weltkrieg spielte er für die Wettkampfmannschaft des Klubs, der zunächst als Fortuna Freiburg am Spielbetrieb des Südbadischen Fußballverbandes teilnahm. In der Weststaffel der Oberklasse Südbaden beendete er mit der Mannschaft die Spielzeit 1945/46 nach einem Entscheidungsspiel gegen den als Fortuna Rastatt antretenden FC Rastatt 04 als Vizemeister. Im Dezember 1946 wurde die Einführung der Oberliga Südwest als Pendant zur bereits ein Jahr zuvor gegründeten Oberliga Süd beschlossen, da jedoch bereits im Januar 1947 der Spielbetrieb beginnen sollte, wurden in Südbaden nicht die Meisterschaftsergebnisse, sondern der aktuelle Stand des südbadischen Vereinspokals herangezogen. Und hier war Bantles Mannschaft im Oktober 1946 mit einer 1:4-Niederlage am VfL Freiburg gescheitert.
Bantle wurde mit dem Klub im Sommer 1947 Staffelsieger und setzte sich in den Aufstiegsspielen gegen SpVgg Rheinfelden und den FC Singen 04 durch. Schnell etablierte sich die Mannschaft auch in der Südstaffel der Oberliga Südwest, die Spielzeit 1948/49 beendete der Klub punktgleich mit dem SV 03 Tübingen an der Tabellenspitze. Nach einem 5:0-Erfolg im Entscheidungsspiel um den Staffelsieg trafen die Freiburger in zwei Spielen auf den Nordstaffelsieger 1. FC Kaiserslautern, um den Südwestmeister auszuspielen. Nach zwei Niederlagen musste die Mannschaft gegen Wormatia Worms um die Teilnahme an der Deutschen Meisterschaft 1948/49 spielen, an der Seite von Heinz Flöhl, Theo Ketterer, Viktor Kopp, Albert Liechty und Eberhard Stöcklin setzte es jedoch eine 0:3-Niederlage.
Dem steilen Aufstieg folgte der jähe Abstieg, da 1950 die südbadischen Vereine in die Oberliga Süd integriert wurden und hierzu nur zwei Teilnehmer vorgesehen waren. Der Freiburger FC wurde Tabellenvierter und scheiterte anschließend in den Qualifikationsspielen nach einem 3:0-Auftaktsieg gegen den VfL Konstanz im Duell mit dem FC Singen 04. Bis 1952 lief Bantle anschließend noch in der II. Division auf, ehe er seine aktive Karriere beendete.
Später engagierte sich Bantle weiterhin beim Freiburger FC, für den er unter anderem als Geschäftsführer zwischen 1988 und 2000 tätig war. Er wurde mit einer Ehrenmitgliedschaft ausgezeichnet.
Bantle war ein Neffe des deutschen Nationalspielers Ernst Bantle.